# Анабель Ланглуа
Анабе́ль Ланглуа́ (фр. Anabelle Langlois; *21 липня 1981, Гран-Мер, Квебек, Канада) — канадська фігуристка, що виступає у парному спортивному фігурному катанні в парі з Коді Хеєм, з яким є чемпіонкою Канади з фігурного катання 2008 року, вони також учасники престижних міжнародних змагань з фігурного катання (входили у чільну 10-ку світових першостей з фігурного катання — 10-ті 2007-го і 6-ті 2008-го року).
З колишнім партнером, Патрісом Аршетто, Анабель Ланглуа ставала срібною призеркою Чемпіонату Чотирьох Континентів 2002 року і відразу 5 разів медалістами Національної першості Канади з фігурного катання (срібні призери — 2002, 2003, бронзові — 2000, 2001 і 2004).

## Кар'єра
До 2005 року Ланглуа доволі успішно виступала у парі з Патрісом Аршетто. Вони п'ять років поспіль займали призові місця Чемпіонатів Канади з фігурного катання, двічі виходили до Фіналу серії Гран-Прі, а 2002 року взяли участь у Олімпійських іграх (були там 12-ми).
Після розпаду пари в 2005 році Анабель почала виступати з Коді Хеєм. 2006 року пара була змушена знятися з етапу Гран-Прі в Москві через неприємний казус — авіакомпанія, послугами якої скористалися фігуристи, щоб дістатися столиці Росії,  втратила багаж Ланглуа з її ковзанами.
У 2008 році Ланглуа та Хей виграли титул чемпіонів Канади. Сезон 2008/2009 фігуристи повністю пропускали через серйозну травму в Анабель. Повернувшись на лід, вони завоювали срібні медалі Канадської першості, відтак увійшли до Збірної Канади з фігурного катання на Олімпійських іграх (2010) у майже рідному Ванкувері, де на турнірі спортивних пар стали 9-ми.

## Спортивні досягнення
(з Коді Хеєм)
| Сезони/Змагання                                     | 2005/2006 | 2006/2007 | 2007/2008 | 2009/2010 |
| --------------------------------------------------- | --------- | --------- | --------- | --------- |
| Зимові Олімпійські ігри                             |           |           |           | 9         |
| Чемпіонати світу з фігурного катання                |           | 10        | 8         |           |
| Чемпіонати Чотирьох Континентів з фігурного катання | 6         | 7         |           |           |
| Чемпіонати Канади з фігурного катання               | 4         | 3         | 1         | 2         |
| Етапи Гран-Прі: «Skate Canada»                      | 4         |           | 4         | 4         |
| Етапи Гран-Прі: «NHK Trophy»                        |           |           | 5         |           |
| Етапи Гран-Прі: «Cup of Russia»                     |           | WD        |           |           |
| Етапи Гран-Прі: «Skate America»                     |           | 4         |           |           |
| Турніри: «Nebelhorn Trophy»                         |           |           |           | 3         |
| Меморіали Карла Шефера                              | 2         |           |           |           |

- WD = знялися зі змагань
- Ланглуа і Хей не брали участі у змаганнях сезону 2008/2009.

(з Патрісом Аршетто)
| Сезони/Змагання                                     | 1997/1998 | 1998/1999 | 1999/2000 | 2000/2001 | 2001/2002 | 2002/2003 | 2003/2004 | 2004/2005 |
| --------------------------------------------------- | --------- | --------- | --------- | --------- | --------- | --------- | --------- | --------- |
| Зимові Олімпійські ігри                             |           |           |           |           | 12        |           |           |           |
| Чемпіонати світу з фігурного катання                |           |           |           |           | 10        | 5         | 8         |           |
| Чемпіонати Чотирьох Континентів з фігурного катання |           |           |           | 6         | 2         | 4         | 5         |           |
| Чемпіонати Канади з фігурного катання               | WD        | 9         | 6         | 3         | 3         | 2         | 2         | 3         |
| Фінал Гран-Прі                                      |           |           |           |           |           | 6         | 4         |           |
| Етапи Гран-Прі: «Skate Canada»                      |           |           |           |           | 3         | 3         | 4         | 4         |
| Етапи Гран-Прі: «NHK Trophy»                        |           |           |           |           | WD        | 3         | 2         |           |
| Етапи Гран-Прі: «Trophee Eric Bompard»              |           |           |           |           |           |           | 4         | WD        |
| Етапи Гран-Прі: «Skate America»                     |           |           |           |           |           | 2         |           |           |

- WD = знялися зі змагань